# Джамурзин, Алкас
Алкас Джамурзов (около середины XVI — начало XVII в.) — кабардинский князь из рода Джиляхстановых. Сын Джамурзы Джиляхтсанова и внук основателя рода Джиляхстана Минбулатова.

## Биография
Один из могущественных северокавказских князей. Его владения располагались на пути, ведущим из Астрахани в Грузию, что делало его одним из влиятельных князей Кабарды.
Во внешней политике Алкас часто выступал в интересах Грузии, так как его родная сестра была матерью царя Кахетии Александра (1574—1605).
В 1586—1587 и 1589—1590 годах вместе с грузинскими послами отправил своих посланцев к русскому царю Фёдору Иоанновичу. Эти посольства он сопровождал через Северный Кавказ до Астрахани, обеспечивая их охрану, сопровождал русские посольства, следовавшие через его владения в Грузию, и в последующие годы. Велика его роль в налаживании русско-грузинских, а также русско-северокавказских отношений. Один из немногих князей Кабарды, который ориентировался во внешней политике на Сефевидский Иран. Одна из его дочерей стала женой персидского шаха Аббаса I Великого (1587—1629). Немаловажно было и то, что ближайшие соседи — шамхал и другие дагестанские владетели — имели тесные контакты с Ираном. Кроме шаха и кахетинского царя, зятем его был один из представителей рода Идаровых — Куденет Камбулатович Черкасский, женатый на его дочери Бабасупх.
Сыновья: Мудар-мурза, Сурхай-мурза, Араскам-мурза, Пышта-мурза и Мамет-мурза.